# 오노에노마쓰역
오노에노마쓰역(일본어: 尾上の松駅, おのえのまつえき)은 일본 효고현 가코가와시에 있는 산요 전기철도 본선의 역이다. 역 번호는 SY 30이다.

## 역 구조
상대식 승강장 2면 2선의 지상역이다. 역사(개찰구)는 고베 방면 승강장의 고베 방향에 있으며 반대쪽의 히메지 방면 승강장은 지하도에서 연결된다. 개찰 창구는 기본적으로 무인화되어 있다. 또한, 지하도 내에는 가코가와니시 고등학교 미술부 학생들이 그린 벽화가 그려져 있다.
역 남쪽에는 보수 기지가 있다.

### 승강장
| 역사측 | ■ 본선(상행) | 아카시・산노미야・오사카 방면 |
| 반대측 | ■ 본선(하행) | 다카사고・히메지・아보시 방면 |

## 역 주변
- 가쿠린지 - 동북쪽으로 1.0 Km
- 오노에 신사 - 남동쪽으로 0.5 Km, 역명의 유래가 된 "쌍둥이 소나무"가 있다.
- 마루아이 이마후쿠점
- 효고 지방 도로 718호 아카시타카사고선(옛, 국도 제250호선)
- 가코가와 시립 와카미야 초등학교

## 역사
- 1923년 8월 19일: 고베히메지 전기철도 개통과 동시에 영업 개시. 개통 당초에는 가코군 오노에 마을이었다.
- 1927년 4월 1일: 우지가와 전기에 의한 합병으로 본 회사의 역이 됨.
- 1933년 6월 6일: 우지가와 전기 철도 부문이 분리되어 산요 전기철도의 역이 됨.
- 1948년
  - 3월 1일: 전후에 다시 설정된 급행 정차역이 됨.
  - 12월 25일: 급행 정차 폐지, 이후 1984년에 히가시후타미 이서 각역 정차의 특급이 설정될 때까지 보통 열차만 정차하였음.
- 1965년 7월 23일: 약 300m 서쪽으로 이설.

## 인접역
| 산요 전기철도 ■ 본선                   | 산요 전기철도 ■ 본선 | 산요 전기철도 ■ 본선           |
| -------------------------------------- | -------------------- | ------------------------------ |
| SY 29 하마노미야 우메다・니시다이 방면 | ■ S특급 ■ 보통       | 다카사고 SY 31 산요히메지 방면 |